# Nepobaby (nepocriatura)
Una nepocriatura, nepo baby o nepotism baby en anglès, es refereix als fills de persones famoses que han tingut èxit en les mateixes carreres, o similars, als seus pares famosos. Entès d'una manera restrictivament pejorativa, es considera que aquests fills o filles només tenen èxit per la fama dels seus pares, considerat una forma de nepotisme.
El terme es va popularitzar el 2022, quan una persona anomenada Meriem Derradji va tuitejar sobre Maude Apatow, filla del director Judd Apatow i de l'actriu Leslie Mann, protagonitzant la sèrie de televisió Euphoria. Això va fer que el terme "nepo baby" fos tendència a TikTok, on els usuaris van assenyalar molts altres xiquets famosos fruit del nepotisme dels seus pares. La revista New York Magazine va publicar una llista de nadons nepo i va anomenar 2022 "l'any de la criatura nepòtica".
Als territoris de llengua catalana Eduard Farelo ha reflexionat sobre les acusacions de nepobaby amb les seves filles, les cantants Bad Gyal i Mushkaa o l'empresària Greta Farelo.